# Hostage Rescue Team
L'HRT (hostage rescue team) è un'unità speciale dell'FBI statunitense che fa parte del CIRG (Critical Incident Response Group), specializzata nel recupero di ostaggi.
La squadra è basata a Quantico in Virginia e agisce a livello nazionale, mantenendo la prontezza a intervenire entro quattro ore dalla chiamata del direttore dell'FBI.
Il trasferimento è volontario ed aperto a tutti gli agenti speciali dell'FBI, che dopo le selezioni devono sostenere un addestramento di quattro mesi, prima di diventare operativi.

## Compiti
- operazioni marittime;
- salvataggio ostaggi in situazioni con sospetti barricati;
- arresti ad altissimo rischio;
- perquisizioni ad altissimo rischio;
- operazioni in climi freddi;
- distruzione di armi di distruzione di massa.

## Operazioni

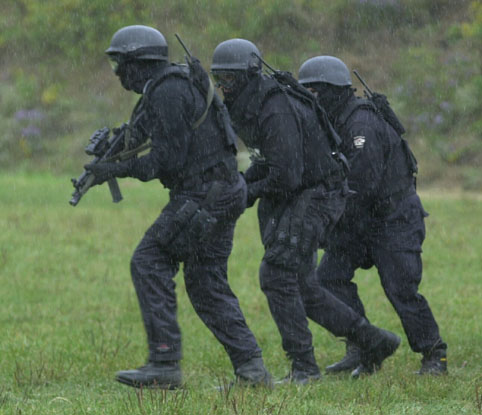
FBI Swat

Fin dalla sua nascita, l'HRT, o parti della propria squadra, è stato coinvolto in molti tra i più difficili casi dell'FBI, eseguendo numerose operazioni che affrontavano gruppi militanti nazionali, terroristi e criminali violenti. La prima prova delle capacità di questa équipe arrivò nell'estate del 1984, quando la squadra fu schierata a Los Angeles come rinforzo di sicurezza in vista dei Giochi olimpici di quell'anno. L'HRT partecipò inoltre all'azione di Ruby Ridge e Waco, come anche al salvataggio degli ostaggi delle guardie carcerarie a Talladega, in Alabama, e a St. Martinville, in Louisiana. Entrambi questi incidenti portarono alla modifica delle regole per decidere come e quando l'FBI debba far intervenire l'HRT.